# Нил Сајмон
Марвин Нил Сајмон (енгл. Marvin Neil Simon; Бронкс, 4. јул 1927 — Њујорк, 26. август 2018) био је амерички позоришни писац и сценариста, један од најуспешнијих писаца у историји Бродвеја и један од најизвођенијих писаца широм света.
У периоду од средине 1960-их до средине 1980-их његово име било је синоним за популарност и финансијски успех комада, као нешто касније Спилбергово на филму. Иако је писао углавном комедије, нека од његових дела рефлектују јеврејско-америчко порекло.

## Каријера
Његов први бродвејски комад Дуни у трубу (1961), доживео је 678 извођења. Током 1966. забележио је редак успех када су се чак четири његове представе давале истовремено на Бродвеју: Слатко милосрђе, Девојка посута звездама, Необичан пар и Босонога у парку.
Писао је лаке комедије (Босонога у парку, Необичан пар), али и нешто озбиљнија, помало аутобиографска дела (Глава друга, Јуџинова трилогија, састављена од Успомене из Брајтон Бича, Билокси блуз и Пут за Бродвеј) и подлоге за мјузикле (Слатко милосрђе, Обећања, обећања).
Аутор је сценарија за преко 20 филмова, укључујући и адаптације његових драма и оригиналне радове. Међу оригиналним сценаријима посебно се истичу комедије Провинцијалци (1970) са Џеком Лемоном, Позив на вечеру са убиством (1976), изузетно успела пародија на детективске романе са ол стар глумачком поставом, и Девојка за збогом (1977), са Маршом Мејсон и Ричардом Драјфусом, који је добио Оскара за главну мушку улогу.
У филмовима насталим по његовим сценаријима играли су најпознатији глумци: Френк Синатра, Питер Селерс, Роберт Редфорд, Џејн Фонда, Ширли Маклејн, Голди Хон, Метју Бродерик, Стив Мартин, Кристофер Вокен, Ким Бејсингер и многи други.

## Награде
Имао је 17 номинација за Тони, од којих је добио три.
Добитник је и Пулицерове награде за драму Изгубљени у Јонкерсу.
Четири пута је био номинован за Оскара за најбољи сценарио (Необичан пар (1968), Сунчани момци (1975), Девојка за збогом (1977) и Апартман хотела Калифорнија (1978)), али Оскара никад није добио.
За сценарио за филм Девојке за збогом (1977) добио је Златни глобус за најбољи филмски сценарио.

## Приватни живот
Женио се пет пута (два пута са истом женом), а најпознатија од његових супруга била је глумица Марша Мејсон, са којом је био у браку од 1973. до 1981. године.